# Arthur Volckaert
Pour les articles homonymes, voir Volckaert.
Arthur Volckaert, né le 2 juin 1902, est un footballeur  et entraîneur belge.
Il a joué en équipe première du FC brugeois de 1922 à 1927.
Il devient ensuite l'entraîneur des Bleus et Noirs en 1934. Remportant le championnat de Division 1 (Division 2 belge) en 1935, il fait monter l'équipe en Division d'Honneur (Division 1 belge).
En 1936, il est remplacé par l'autrichien Karl Schrenk.